# Siuslaws
Els siuslaw (també alt umpqua) és una de les tres Tribus Confederades d'indis Coos, Lower Umpqua i Siuslaw, una tribu reconeguda federalment situada a la costa del Pacífic del sud-oest d'Oregon als Estats Units. La llengua siuslaw és una llengua extingida. Segons el cens dels Estats Units del 2000 hi havia enregistrats 36 individus.